# Danh sách 100 phim hay nhất của Viện phim Mỹ
Danh sách 100 phim hay nhất của Viện phim Mỹ (tiếng Anh: AFI’s 100 Years...100 Movies) là danh sách 100 bộ phim Mỹ được coi là hay nhất của nền điện ảnh nước này trong vòng 100 năm qua do Viện phim Mỹ (American Film Institute, viết tắt là AFI) đưa ra năm 1998 nhân kỉ niệm 100 năm ra đời của điện ảnh. Danh sách này được lập ra sau quá trình bầu chọn từ danh sách đề cử gồm 400 bộ phim do một ban giám khảo với hơn 1500 nghệ sĩ điện ảnh (bao gồm các đạo diễn, biên kịch, diễn viên, biên tập viên, nhà quay phim), các nhà phê bình phim, các nhà nghiên cứu lịch sử điện ảnh và cả các nhà lãnh đạo của nền công nghiệp điện ảnh Hoa Kỳ.
Ngày 18 tháng 1 năm 2007, nhân dịp kỉ niệm 10 năm ngày ra đời bản danh sách, một phiên bản mới cập nhật với sự phát triển của điện ảnh đã được đưa ra và dự kiến cứ 10 năm bản danh sách sẽ được bầu mới một lần.

## Tiêu chuẩn đề cử và bầu chọn
Để giới hạn danh sách đề cử và thuận lợi cho việc bầu chọn, AFI đưa ra một số tiêu chí nhất định cho các bộ phim trong danh sách, đó là:
- Phim điện ảnh dài (Feature-length): Phim phải dài ít nhất 40 phút.
- Phim Mỹ: Phim phải sử dụng tiếng Anh và có phần lớn các yếu tố sáng tạo và sản xuất đến từ Hoa Kỳ.
- Phim được giới phê bình đánh giá cao: Có các bài phê bình khen ngợi chính thức trên báo chí, truyền hình hoặc các phương tiện truyền thông khác.
- Phim giành giải thưởng quan trọng: Được ghi nhận bằng các giải thưởng điện ảnh hoặc giải cao tại các liên hoan phim lớn.
- Phim được công chúng đón nhận: Xét trên doanh thu từ tiền vé, từ việc phát trên truyền hình và doanh thu từ việc bán, cho thuê DVD hoặc VHS.
- Phim có dấu ấn quan trọng trong lịch sử điện ảnh: Có những đột phá quan trọng góp phần phát triển nghệ thuật điện ảnh như cách mạng về dàn dựng, kỹ xảo, kỹ thuật quay và các lĩnh vực khác.
- Phim có ảnh hưởng văn hóa lớn: Có ảnh hưởng văn hóa sâu sắc đến xã hội Mỹ.

## Danh sách
| TT   | Tác phẩm (Danh sách 1998)                                        | Năm  | Đạo diễn                              | Tác phẩm (Danh sách 2007)                                                                      | Năm  | Đạo diễn                              |
| ---- | ---------------------------------------------------------------- | ---- | ------------------------------------- | ---------------------------------------------------------------------------------------------- | ---- | ------------------------------------- |
| 1.   | Công dân Kane (Citizen Kane)                                     | 1941 | Orson Welles                          | Công dân Kane (Citizen Kane)                                                                   | 1941 | Orson Welles                          |
| 2.   | Casablanca                                                       | 1942 | Michael Curtiz                        | Bố già (The Godfather)                                                                         | 1972 | Francis Ford Coppola                  |
| 3.   | Bố già (The Godfather)                                           | 1972 | Francis Ford Coppola                  | Casablanca                                                                                     | 1942 | Michael Curtiz                        |
| 4.   | Cuốn theo chiều gió (Gone with the Wind)                         | 1939 | Victor Fleming                        | Raging Bull                                                                                    | 1980 | Martin Scorsese                       |
| 5.   | Lawrence of Arabia                                               | 1962 | David Lean                            | Singin' in the Rain                                                                            | 1952 | Gene Kelly Stanley Donen              |
| 6.   | The Wizard of Oz                                                 | 1939 | Victor Fleming                        | Cuốn theo chiều gió (Gone with the Wind)                                                       | 1939 | Victor Fleming                        |
| 7.   | The Graduate                                                     | 1967 | Mike Nichols                          | Lawrence xứ Ả Rập (Lawrence of Arabia)                                                         | 1962 | David Lean                            |
| 8.   | On the Waterfront                                                | 1954 | Elia Kazan                            | Bản danh sách của Schindler (Schindler's List)                                                 | 1993 | Steven Spielberg                      |
| 9.   | Bản danh sách của Schindler (Schindler's List)                   | 1993 | Steven Spielberg                      | Vertigo                                                                                        | 1958 | Alfred Hitchcock                      |
| 10.  | Singin' in the Rain                                              | 1952 | Gene Kelly Stanley Donen              | The Wizard of Oz                                                                               | 1939 | Victor Fleming                        |
| 11.  | It's a Wonderful Life                                            | 1946 | Frank Capra                           | City Lights                                                                                    | 1931 | Charlie Chaplin                       |
| 12.  | Sunset Boulevard                                                 | 1950 | Billy Wilder                          | The Searchers                                                                                  | 1956 | John Ford                             |
| 13.  | The Bridge on the River Kwai                                     | 1957 | David Lean                            | Chiến tranh giữa các vì sao (Star Wars)                                                        | 1977 | George Lucas                          |
| 14.  | Some Like It Hot                                                 | 1959 | Billy Wilder                          | Psycho                                                                                         | 1960 | Alfred Hitchcock                      |
| 15.  | Chiến tranh giữa các vì sao (Star Wars)                          | 1977 | George Lucas                          | 2001: A Space Odyssey                                                                          | 1968 | Stanley Kubrick                       |
| 16.  | All About Eve                                                    | 1950 | Joseph L. Mankiewicz                  | Sunset Boulevard                                                                               | 1950 | Billy Wilder                          |
| 17.  | The African Queen                                                | 1951 | John Huston                           | The Graduate                                                                                   | 1967 | Mike Nichols                          |
| 18.  | Psycho                                                           | 1960 | Alfred Hitchcock                      | The General                                                                                    | 1926 | Buster Keaton Clyde Bruckman          |
| 19.  | Chinatown                                                        | 1974 | Roman Polanski                        | On the Waterfront                                                                              | 1954 | Elia Kazan                            |
| 20.  | Bay trên tổ chim cúc cu One Flew Over the Cuckoo's Nest          | 1975 | Miloš Forman                          | It's a Wonderful Life                                                                          | 1946 | Frank Capra                           |
| 21.  | Chùm nho giận dữ (The Grapes of Wrath)                           | 1940 | John Ford                             | Chinatown                                                                                      | 1974 | Roman Polanski                        |
| 22.  | 2001: A Space Odyssey                                            | 1968 | Stanley Kubrick                       | Some Like It Hot                                                                               | 1959 | Billy Wilder                          |
| 23.  | The Maltese Falcon                                               | 1941 | John Huston                           | Chùm nho giận dữ (The Grapes of Wrath)                                                         | 1940 | John Ford                             |
| 24.  | Raging Bull                                                      | 1980 | Martin Scorsese                       | E.T. người ngoài hành tinh (E.T. the Extra-Terrestrial)                                        | 1982 | Steven Spielberg                      |
| 25.  | E.T. người ngoài hành tinh (E.T. the Extra-Terrestrial)          | 1982 | Steven Spielberg                      | Giết con chim nhại (To Kill a Mockingbird)                                                     | 1962 | Robert Mulligan                       |
| 26.  | Dr. Strangelove                                                  | 1964 | Stanley Kubrick                       | Mr. Smith Goes to Washington                                                                   | 1939 | Frank Capra                           |
| 27.  | Bonnie and Clyde                                                 | 1967 | Arthur Penn                           | High Noon                                                                                      | 1952 | Fred Zinnemann                        |
| 28.  | Apocalypse Now                                                   | 1979 | Francis Ford Coppola                  | All About Eve                                                                                  | 1950 | Joseph L. Mankiewicz                  |
| 29.  | Mr. Smith Goes to Washington                                     | 1939 | Frank Capra                           | Double Indemnity                                                                               | 1944 | Billy Wilder                          |
| 30.  | The Treasure of the Sierra Madre                                 | 1948 | John Huston                           | Apocalypse Now                                                                                 | 1979 | Francis Ford Coppola                  |
| 31.  | Annie Hall                                                       | 1977 | Woody Allen                           | The Maltese Falcon                                                                             | 1941 | John Huston                           |
| 32.  | Bố già phần II (The Godfather part II)                           | 1974 | Francis Ford Coppola                  | Bố già phần II (The Godfather part II)                                                         | 1974 | Francis Ford Coppola                  |
| 33.  | High Noon                                                        | 1952 | Fred Zinnemann                        | Bay trên tổ chim cúc cu One Flew Over the Cuckoo's Nest                                        | 1975 | Miloš Forman                          |
| 34.  | Giết con chim nhại (To Kill a Mockingbird)                       | 1962 | Robert Mulligan                       | Nàng Bạch Tuyết và bảy chú lùn (Snow White and the Seven Dwarfs)                               | 1937 | Walt Disney (Sản xuất)                |
| 35.  | It Happened One Night                                            | 1934 | Frank Capra                           | Annie Hall                                                                                     | 1977 | Woody Allen                           |
| 36.  | Chàng cao bồi nửa đêm (Midnight Cowboy)                          | 1969 | John Schlesinger                      | The Bridge on the River Kwai                                                                   | 1957 | David Lean                            |
| 37.  | The Best Years of Our Lives                                      | 1946 | William Wyler                         | The Best Years of Our Lives                                                                    | 1946 | William Wyler                         |
| 38.  | Double Indemnity                                                 | 1944 | Billy Wilder                          | The Treasure of the Sierra Madre                                                               | 1948 | John Huston                           |
| 39.  | Bác sĩ Zhivago (Doctor Zhivago)                                  | 1965 | David Lean                            | Dr. Strangelove                                                                                | 1964 | Stanley Kubrick                       |
| 40.  | North by Northwest                                               | 1959 | Alfred Hitchcock                      | Giai điệu hạnh phúc (The Sound of Music)                                                       | 1965 | Robert Wise                           |
| 41.  | Câu chuyện phía Tây (West Side Story)                            | 1961 | Jerome Robbins Robert Wise            | King Kong                                                                                      | 1933 | Merian C. Cooper Ernest B. Schoedsack |
| 42.  | Rear Window                                                      | 1954 | Alfred Hitchcock                      | Bonnie and Clyde                                                                               | 1967 | Arthur Penn                           |
| 43.  | King Kong                                                        | 1933 | Merian C. Cooper Ernest B. Schoedsack | Chàng cao bồi nửa đêm (Midnight Cowboy)                                                        | 1969 | John Schlesinger                      |
| 44.  | The Birth of a Nation                                            | 1915 | D. W. Griffith                        | The Philadelphia Story                                                                         | 1940 | George Cukor                          |
| 45.  | Chuyến tàu mang tên dục vọng (A Streetcar Named Desire)          | 1951 | Elia Kazan                            | Shane                                                                                          | 1953 | George Stevens                        |
| 46.  | A Clockwork Orange                                               | 1971 | Stanley Kubrick                       | It Happened One Night                                                                          | 1934 | Frank Capra                           |
| 47.  | Taxi Driver                                                      | 1976 | Martin Scorsese                       | Chuyến tàu mang tên dục vọng (A Streetcar Named Desire)                                        | 1951 | Elia Kazan                            |
| 48.  | Hàm cá mập (Jaws)                                                | 1975 | Steven Spielberg                      | Rear Window                                                                                    | 1954 | Alfred Hitchcock                      |
| 49.  | Nàng Bạch Tuyết và bảy chú lùn (Snow White and the Seven Dwarfs) | 1937 | Walt Disney (Sản xuất)                | Intolerance                                                                                    | 1916 | D. W. Griffith                        |
| 50.  | Butch Cassidy and the Sundance Kid                               | 1969 | George Roy Hill                       | Chúa tể của những chiếc nhẫn: Hội bạn nhẫn (The Lord of the Rings: The Fellowship of the Ring) | 2001 | Peter Jackson                         |
| 51.  | The Philadelphia Story                                           | 1940 | George Cukor                          | Câu chuyện phía Tây (West Side Story)                                                          | 1961 | Jerome Robbins Robert Wise            |
| 52.  | From Here to Eternity                                            | 1953 | Fred Zinnemann                        | Taxi Driver                                                                                    | 1976 | Martin Scorsese                       |
| 53.  | Amadeus                                                          | 1984 | Miloš Forman                          | The Deer Hunter                                                                                | 1978 | Michael Cimino                        |
| 54.  | All Quiet on the Western Front                                   | 1930 | Lewis Milestone                       | MASH                                                                                           | 1970 | Robert Altman                         |
| 55.  | Giai điệu hạnh phúc (The Sound of Music)                         | 1965 | Robert Wise                           | North by Northwest                                                                             | 1959 | Alfred Hitchcock                      |
| 56.  | MASH                                                             | 1970 | Robert Altman                         | Hàm cá mập (Jaws)                                                                              | 1975 | Steven Spielberg                      |
| 57.  | The Third Man                                                    | 1949 | Carol Reed                            | Rocky                                                                                          | 1976 | John G. Avildsen                      |
| 58.  | Fantasia                                                         | 1940 | Walt Disney (Sản xuất)                | The Gold Rush                                                                                  | 1925 | Charlie Chaplin                       |
| 59.  | Rebel Without a Cause                                            | 1955 | Nicholas Ray                          | Nashville                                                                                      | 1941 | Robert Altman                         |
| 60.  | Raiders of the Lost Ark                                          | 1981 | Steven Spielberg                      | Duck Soup                                                                                      | 1933 | Leo McCarey                           |
| 61.  | Vertigo                                                          | 1958 | Alfred Hitchcock                      | Sullivan's Travels                                                                             | 1941 | Preston Sturges                       |
| 62.  | Tootsie                                                          | 1982 | Sydney Pollack                        | American Graffiti                                                                              | 1973 | Georges Lucas                         |
| 63.  | Stagecoach                                                       | 1939 | John Ford                             | Cabaret                                                                                        | 1972 | Bob Fosse                             |
| 64.  | Close Encounters of the Third Kind                               | 1977 | Steven Spielberg                      | Network                                                                                        | 1976 | Sidney Lumet                          |
| 65.  | Sự im lặng của bầy cừu (The Silence of the Lambs)                | 1991 | Jonathan Demme                        | The African Queen                                                                              | 1951 | John Huston                           |
| 66.  | Network                                                          | 1976 | Sidney Lumet                          | Raiders of the Lost Ark                                                                        | 1981 | Steven Spielberg                      |
| 67.  | The Manchurian Candidate                                         | 1962 | John Frankenheimer                    | Who's Afraid of Virginia Woolf?                                                                | 1966 | Mike Nichols                          |
| 68.  | An American in Paris                                             | 1951 | Vincente Minnelli                     | Không tha thứ (Unforgiven)                                                                     | 1992 | Clint Eastwood                        |
| 69.  | Shane                                                            | 1953 | George Stevens                        | Tootsie                                                                                        | 1982 | Sydney Pollack                        |
| 70.  | The French Connection                                            | 1971 | William Friedkin                      | A Clockwork Orange                                                                             | 1971 | Stanley Kubrick                       |
| 71.  | Forrest Gump                                                     | 1994 | Robert Zemeckis                       | Giải cứu binh nhì Ryan (Saving Private Ryan)                                                   | 1998 | Steven Spielberg                      |
| 72.  | Ben-Hur                                                          | 1959 | William Wyler                         | The Shawshank Redemption                                                                       | 1994 | Frank Darabont                        |
| 73.  | Đồi gió hú (Wuthering Heights)                                   | 1939 | William Wyler                         | Butch Cassidy and the Sundance Kid                                                             | 1969 | George Roy Hill                       |
| 74.  | The Gold Rush                                                    | 1925 | Charlie Chaplin                       | Sự im lặng của bầy cừu (The Silence of the Lambs)                                              | 1991 | Jonathan Demme                        |
| 75.  | Khiêu vũ với bầy sói (Dances with Wolves)                        | 1990 | Kevin Costner                         | In the Heat of the Night                                                                       | 1967 | Norman Jewison                        |
| 76.  | City Lights                                                      | 1931 | Charlie Chaplin                       | Forrest Gump                                                                                   | 1994 | Robert Zemeckis                       |
| 77.  | American Graffiti                                                | 1973 | Georges Lucas                         | All the President's Men                                                                        | 1976 | Alan J. Pakula                        |
| 78.  | Rocky                                                            | 1976 | John G. Avildsen                      | Thời đại tân kỳ (Modern Times)                                                                 | 1936 | Charlie Chaplin                       |
| 79.  | The Deer Hunter                                                  | 1978 | Michael Cimino                        | The Wild Bunch                                                                                 | 1969 | Sam Peckinpah                         |
| 80.  | The Wild Bunch                                                   | 1969 | Sam Peckinpah                         | The Apartment                                                                                  | 1960 | Billy Wilder                          |
| 81.  | Thời đại tân kỳ (Modern Times)                                   | 1936 | Charlie Chaplin                       | Spartacus                                                                                      | 1960 | Stanley Kubrick                       |
| 82.  | Giant                                                            | 1956 | George Stevens                        | Sunrise: A Song of Two Humans                                                                  | 1927 | F. W. Murnau                          |
| 83.  | Trung đội (Platoon)                                              | 1986 | Oliver Stone                          | Titanic                                                                                        | 1997 | James Cameron                         |
| 84.  | Fargo                                                            | 1996 | Anh em nhà Coen                       | Easy Rider                                                                                     | 1969 | Dennis Hopper                         |
| 85.  | Duck Soup                                                        | 1933 | Leo McCarey                           | A Night at the Opera                                                                           | 1935 | Sam Wood                              |
| 86.  | Mutiny on the Bounty                                             | 1935 | Frank Lloyd                           | Trung đội (Platoon)                                                                            | 1986 | Oliver Stone                          |
| 87.  | Frankenstein                                                     | 1931 | James Whale                           | 12 Angry Men                                                                                   | 1957 | Sidney Lumet                          |
| 88.  | Easy Rider                                                       | 1969 | Dennis Hopper                         | Bringing Up Baby                                                                               | 1938 | Howard Hawks                          |
| 89.  | Patton                                                           | 1970 | Franklin J. Schaffner                 | Giác quan thứ sáu (The Sixth Sense)                                                            | 1999 | M. Night Shyamalan                    |
| 90.  | The Jazz Singer                                                  | 1927 | Alan Crosland                         | Swing Time                                                                                     | 1936 | George Stevens                        |
| 91.  | My Fair Lady                                                     | 1964 | George Cukor                          | Sophie's Choice                                                                                | 1982 | Alan J. Pakula                        |
| 92.  | A Place in the Sun                                               | 1951 | George Stevens                        | Goodfellas                                                                                     | 1990 | Martin Scorsese                       |
| 93.  | The Apartment                                                    | 1960 | Billy Wilder                          | The French Connection                                                                          | 1971 | William Friedkin                      |
| 94.  | Goodfellas                                                       | 1990 | Martin Scorsese                       | Pulp Fiction                                                                                   | 1994 | Quentin Tarantino                     |
| 95.  | Pulp Fiction                                                     | 1994 | Quentin Tarantino                     | The Last Picture Show                                                                          | 1971 | Peter Bogdanovich                     |
| 96.  | The Searchers                                                    | 1956 | John Ford                             | Do the Right Thing                                                                             | 1989 | Spike Lee                             |
| 97.  | Bringing Up Baby                                                 | 1938 | Howard Hawks                          | Blade Runner                                                                                   | 1982 | Ridley Scott                          |
| 98.  | Không dung thứ (Unforgiven)                                      | 1992 | Clint Eastwood                        | Yankee Doodle Dandy                                                                            | 1942 | Michael Curtiz                        |
| 99.  | Guess Who's Coming to Dinner                                     | 1967 | Stanley Kramer                        | Câu chuyện đồ chơi (Toy Story)                                                                 | 1995 | John Lasseter                         |
| 100. | Yankee Doodle Dandy                                              | 1942 | Michael Curtiz                        | Ben-Hur                                                                                        | 1959 | William Wyler                         |

- Chú thích:

### So sánh giữa hai lần xếp hạng
- Đã có 23 bộ phim của danh sách năm 1998 được thay thế. Trong số các phim còn lại, có 36 bộ phim tăng hạng và 38 bộ phim tụt hạng, bộ phim tăng hạng nhiều nhất là The Searchers (thêm 84 bậc, từ thứ 96 lên thứ 12), còn bộ phim tụt hạng nhiều nhất là The African Queen (tụt 48 bậc từ thứ 17 xuống thứ 65).
- Có ba bộ phim không thay đổi vị trí trong cả hai lần xếp hạng là Công dân Kane (thứ 1), Bố già phần II (thứ 32) và The Best Years of Our Lives (thứ 37).
- Bộ phim cổ nhất bị loại khỏi danh sách 2007 là The Birth of a Nation (1915, thứ 44) của đạo diễn D.W. Griffith, điều trùng hợp là bộ phim cổ nhất được thêm vào danh sách 2007 cũng là một tác phẩm của Griffith, Intolerance (1916, thứ 49). Bộ phim gần đây nhất bị loại khỏi danh sách 2007 là Fargo (1996). Bộ phim mới nhất được thêm vào danh sách là Chúa tể của những chiếc nhẫn: Hội bạn nhẫn của đạo diễn Peter Jackson (thực hiện năm 2001).
- Bộ phim xếp hạng cao nhất năm 1998 bị loại khỏi danh sách là Bác sĩ Zhivago (1965, thứ 39). Bộ phim mới vào bảng xếp hạng 2007 xếp cao nhất là The General (1927, thứ 18).
- Trong danh sách năm 1998, có 75 từng được đề cử Giải Oscar Phim hay nhất (33 phim giành giải). Số lượng đề cử của danh sách năm 2007 giảm còn 73 phim (30 phim giành giải).

## Chỉ trích
Cũng giống như các giải thưởng điện ảnh lớn khác như Giải Oscar, bảng xếp hạng của AFI cũng không công khai danh sách những người tham gia bầu chọn và kết quả chi tiết của việc bầu chọn.
Việc xác định tiêu chí "phim Mỹ" của AFI đôi khi gặp phải sự chỉ trích từ báo giới. Ví dụ, bộ phim Lawrence of Arabia được đạo diễn bởi một người Anh và công chiếu lần đầu ở Luân Đôn, Anh nhưng vẫn được coi là phim Mỹ vì nó được sản xuất bởi một công dân Hoa Kỳ. Trường hợp tương tự là bộ phim The Third Man vốn được coi là phim Mỹ chỉ vì có giám đốc sản xuất và hai diễn viên chính là người Mỹ. Cả hai bộ phim này thậm chí còn đều nằm trong Danh sách 100 phim hay nhất của Viện phim Anh.
Ngày 26 tháng 6 năm 1998, nhà phê bình phim Jonathan Rosenbaum đã đăng trên tờ Chicago Reader một bài báo có tựa đề "List-o-Mania: Or, How I Stopped Worrying and Learned to Love American Movies" (Cơn sốt lập danh sách: Hay, làm thế nào để tôi ngừng lo lắng và học cách yêu các bộ phim Mỹ - chơi chữ từ tên bộ phim nổi tiếng của Stanley Kubrick Dr. Strangelove or: How I Learned to Stop Worrying and Love the Bomb vốn cũng nằm trong danh sách của AFI). Bài báo đã đưa ra một danh sách 100 phim mà Rosenbaum cho rằng AFI đã bỏ qua trong danh sách của họ, một điểm khác biệt nữa là danh sách trên báo Chicago Reader được xếp theo thứ tự bảng chữ cái vì theo Rosenbaum, việc so sánh các bộ phim hay này chẳng khác nào "xếp quả táo ở trên quả cam hoặc coi quả anh đào là hơn quả nho". Trong danh sách năm 2007, đã có 5 bộ phim trong danh sách của Rosenbaum được AFI chọn vào bảng xếp hạng mới.

## Ngoài lề
- Hiện tại, Steven Spielberg đang là đạo diễn có nhiều phim trong bảng xếp hạng AFI nhất với 5 phim: E.T. người ngoài hành tinh, Hàm cá mập, Raiders of the Lost Ark, Giải cứu binh nhì Ryan và Bản danh sách của Schindler. Trong danh sách 1998 Spielberg cũng có 5 bộ phim trong đó Close Encounters of the Third Kind đã được thay bằng Giải cứu binh nhì Ryan trong danh sách 2007. Có 3 đạo diễn có 4 phim trong danh sách là Alfred Hitchcock, Stanley Kubrick và Billy Wilder. Còn các đạo diễn có 3 phim là Frank Capra, Charles Chaplin, Francis Ford Coppola, John Huston và Martin Scorsese.
- Hai nam diễn viên đóng vai chính ở nhiều phim có trong danh sách nhất là Robert De Niro và James Stewart đều với 5 phim. Faye Dunaway, Katharine Hepburn và Diane Keaton là các nữ diễn viên chính xuất hiện trong nhiều phim nhất với 3 phim mỗi người. Nếu tính vai phụ thì người có nhiều phim nhất là Robert Duvall với 6 phim Giết con chim nhại, MASH, Bố già, Bố già phần II, Network và Apocalypse Now.
- Thập niên 1970 là thập niên có nhiều phim trong danh sách nhất với 20 phim. 3 năm có tới 4 phim lọt vào bảng xếp hạng là năm 1969 (Butch Cassidy and the Sundance Kid, Midnight Cowboy, Easy Rider, The Wild Bunch), 1976 (Network, Taxi Driver, Rocky, All the President's Men) và 1982 (E.T. người ngoài hành tinh, Tootsie, Blade Runner, Sophie's Choice).
- Hai bộ phim hoạt hình duy nhất trong danh sách là Nàng Bạch Tuyết và bảy chú lùn (1937) và Câu chuyện đồ chơi (1995) đều do hãng Walt Disney Pictures đầu tư.